# Accidente ferroviario de Salem (Illinois) de 1971
El accidente ferroviario de Salem (Illinois) ocurrió el 10 de junio de 1971, cuando el tren de pasajeros Ciudad de Nueva Orleans de la compañía Amtrak, descarriló cerca de Salem, Illinois. A veces se lo conoce como el «descarrilamiento de Tonti», en relación con la comunidad no incorporada de Tonti, Illinois, la más cercana al lugar del accidente.
Una investigación realizada por la Junta Nacional de Seguridad del Transporte (NTSB) encontró que el descarrilamiento fue causado por la rotura de una falsa pestaña (pliegue perimetral del metal de una llanta que se forma en ocasiones antes de la rotura total de este elemento) en una llanta de ferrocarril desmontable, generada por un plano de rueda que a su vez había sido causado por el rodamiento de un eje inutilizado. El accidente mató a once personas e hirió a 163. Fue el primer accidente fatal de la Amtrak desde que asumió el control de la mayoría de los trenes de pasajeros interurbanos en los Estados Unidos el 1 de mayo de 1971. 

## Accidente

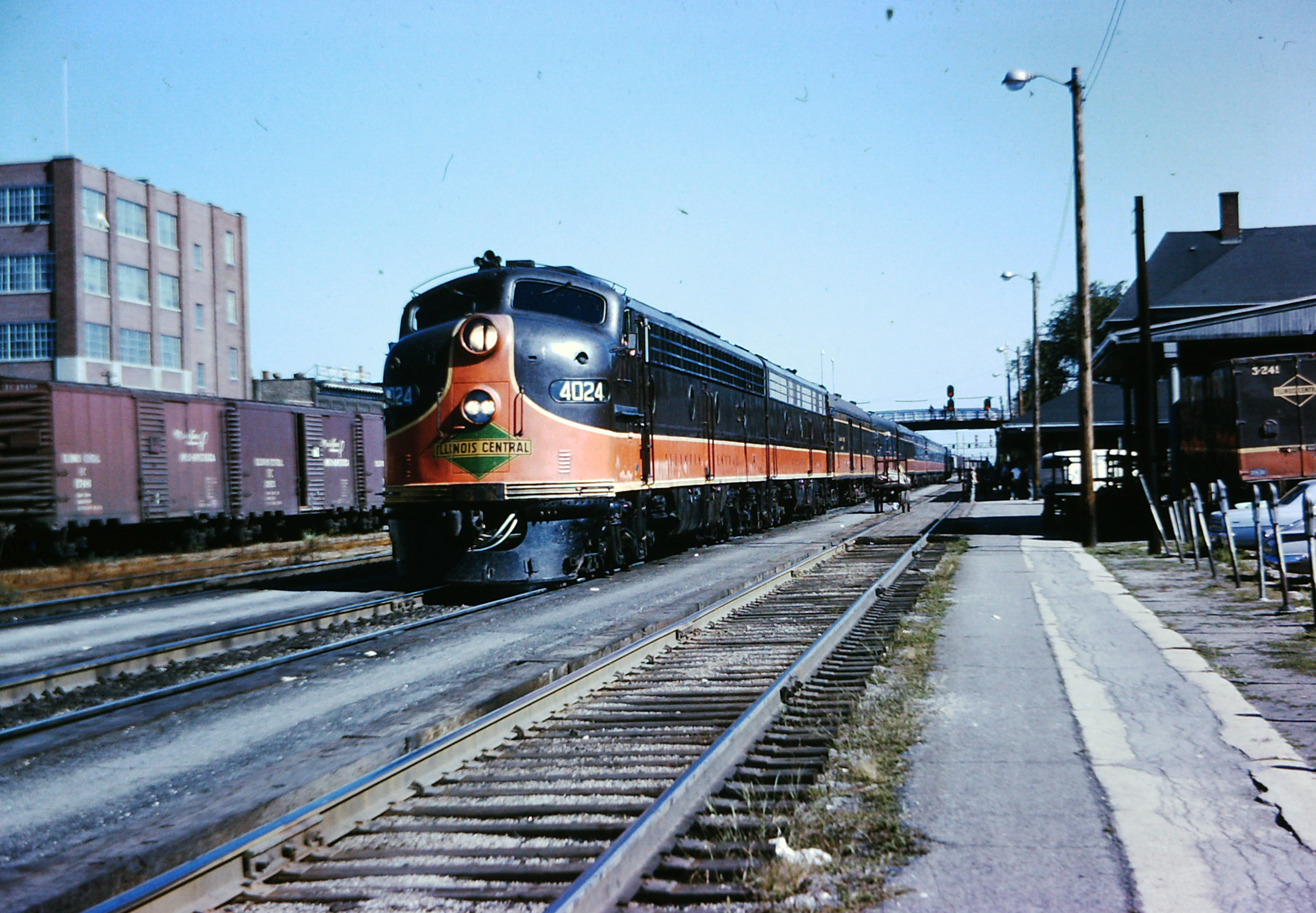
La locomotora Illinois Central EMD E8 n.º 4026, gemela de la máquina n.º 4031, remolcando el expreso Ciudad de Miami a través de Kankakee, Illinois, en 1964

La máquina Amtrak n.º 1 (posteriormente n.º 59), remolcando el tren Ciudad de Nueva Orleans partió de la estación central de Chicago a las 8:00 a. m. CT el 10 de junio de 1971. El Ciudad de Nueva Orleans era un tren diurno entre Chicago y Nueva Orleans, Luisiana. Hasta el 30 de abril de 1971, había sido operado por el Ferrocarril Central de Illinois, pero pasó a Amtrak cuando esta última compañía asumió la operación de la mayor parte del servicio interurbano en los Estados Unidos. Estaba previsto que llegara a Nueva Orleans a la 1:30 a. m. del 11 de junio. El tren estaba compuesto por quince vagones: un vagón de equipajes, once vagones, un coche restaurante, un coche bar y una combinación de coche/servicio de comidas. Amtrak había heredado o arrendado este equipo de otros ferrocarriles. Un conjunto de cuatro unidades EMD E de varios modelos, arrendadas al Illinois Central, tiraban del tren: E8A n.º 4031 (líder), E9B n.º 4109 y n.º 4106, y E10A (una E8A reconstruida) n.º 2024 (anteriormente n.º 4032).
La locomotora principal asignada al tren era la n.º 4031, una EMD E8 A fabricada originalmente en 1952. Esta máquina tenía una potencia de 2250 caballos, y estaba equipada con dos motores modelo 567B de 12 cilindros, cada uno con un generador para alimentar los dos motores de tracción situados en un bogie. Durante el recorrido hacia el sur desde Chicago, falló el motor n.º 2 en la máquina n. 4031, que no se pudo reparar. Después de un cambio de tripulación en Champaign, Illinois, la nueva tripulación observó que el motor n.º 2 respondía al acelerador y concluyó que estaba operativo nuevamente. Al sur de Champaign, la línea principal del Illinois Central disponía de vía doble con cruces a nivel. Cuando el tren pasó sobre uno de estos cruces en Tonti n.º 4031 descarriló. 
La locomotora n.º 4031 sufrió graves daños en el descarrilamiento; la n.º 4109, inmediatamente detrás, se incendió y resultó destruida. Las dos locomotoras traseras se mantuvieron sobre la vía y sufrieron pocos daños. El vagón de equipaje principal y los primeros cinco coches de viajeros quedaron destruidos. Los ocho coches restantes sufrieron desperfectos en diversos grados. Once personas murieron y 163 resultaron heridas. Seis de las once muertes se produjeron debido a pasajeros expulsados a través de las grandes ventanas laterales. Fue el primer accidente mortal de la Amtrak.

## Investigación

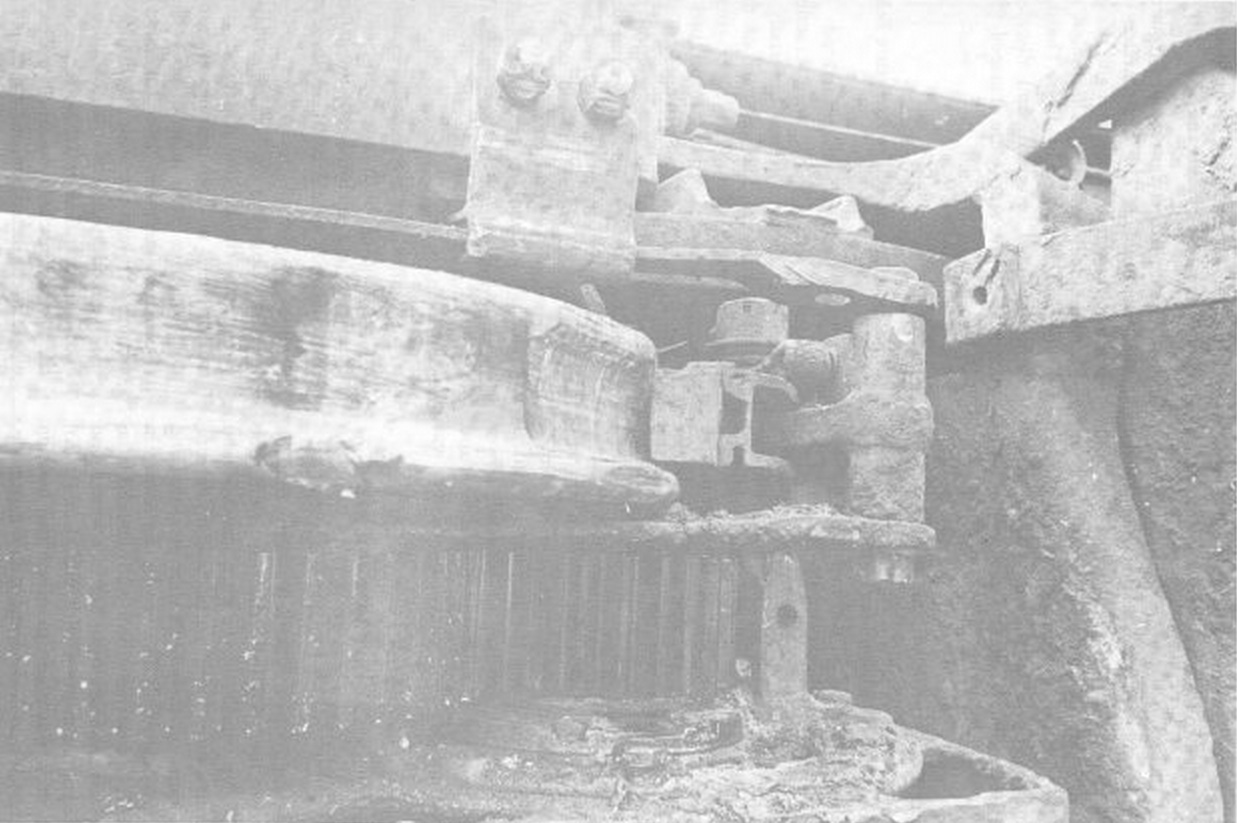
Planos de rueda en el boje trasero de la locomotora n.º 4031

La investigación de la NTSB encontró planos de rueda en el boje trasero de la locomotora n.º 4031. La inspección de la vía entre Tonti y Effingham, Illinois, reveló marcas donde las ruedas habían deslizado en lugar de girar. La investigación adicional reveló que el motor de tracción del bogie se había agarrotado antes del accidente, y que las ruedas probablemente se habían bloqueado en Effingham durante una parada en la estación. Las ruedas bloqueadas crearon una pestaña falsa (un pliegue externo del metal de la llanta generado por el bloqueo de un eje). La rueda afectada hizo descarrilar al tren cuando alcanzó el tramo de vía reforzado con contracarriles en el paso a nivel de Tonti.
El n.º 4031 había hecho otro recorrido desde Chicago a Nueva Orleans el 6 de junio. El motor n.º 2 también había fallado en ese viaje y se desconectó en Nueva Orleans. Como precaución adicional, el inversor del motor se bloqueó en posición neutral para el viaje a Chicago. Apagar el motor y bloquear el inversor en neutral tuvo el efecto de deshabilitar el indicador de deslizamiento de la rueda, que habría avisado al maquinista de que una rueda estaba deslizando. Mientras que la locomotora n.º 4031 era reparada en Chicago, los equipos de mantenimiento del Central de Illinois no observaron que el inversor estaba bloqueado y no se dieron cuenta de que no se estaba suministrando energía al bogie trasero. 

## Secuelas
La NTSB concluyó que los fallos mecánicos en la locomotora Central de Illinois n.º 4031 causaron el descarrilamiento. Recomendó mejoras en los dispositivos de detección de deslizamiento de ruedas para locomotoras y en los procedimientos de prueba previos a la salida de cada viaje. También recomendó que la Administración Federal de Ferrocarriles (FRA) redactase normas de seguridad para evitar la expulsión de pasajeros a través de las ventanas en caso de accidente.